# Elizabeth Blackburn

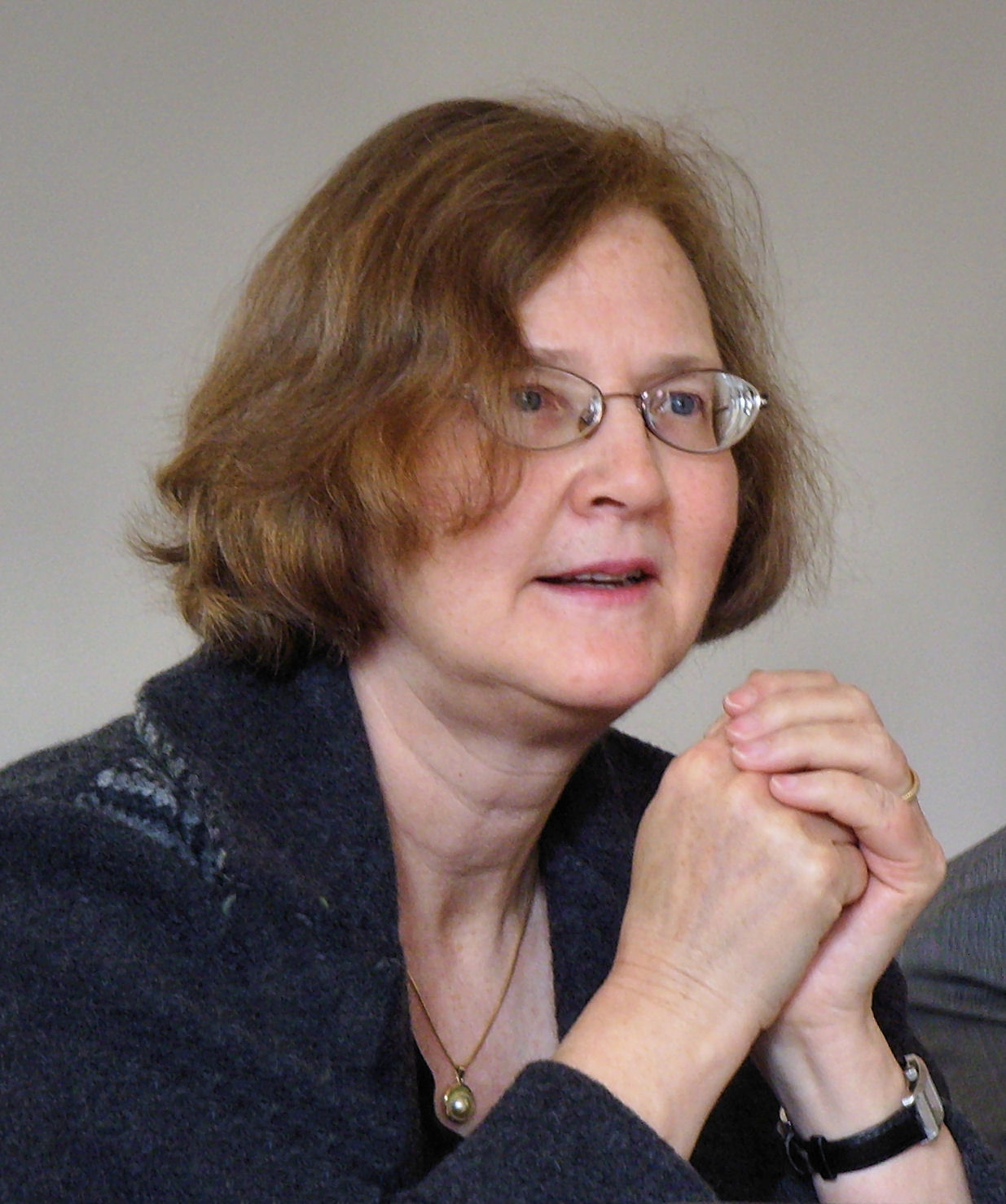
Elizabeth Blackburn w marcu 2009

Elizabeth Helen Blackburn (ur. 26 listopada 1948 w Hobart) – amerykańska biolog molekularna pochodzenia australijskiego, laureatka Nagrody Nobla. Zajmuje się telomerami i etyką medyczną.

## Dzieciństwo
Jej oboje rodzice byli lekarzami, miała siedmioro rodzeństwa. Wcześnie zainteresowała się zwierzętami i przyrodą. Uczęszczała do Melbourne High School (kiedy była nastolatką, jej rodzina przeprowadziła się do Melbourne).

## Praca naukowa
Studiowała na Uniwersytecie w Melbourne, gdzie uzyskała tytuł licencjata (1970) i magistra (1972) z biologii. Za radą swoich profesorów wyjechała do Anglii, by tam podjąć dalsze studia. Stopień doktora uzyskała w 1975 na Uniwersytecie w Cambridge. Odbyła staż podoktorski z biologii molekularnej i komórkowej na Uniwersytecie Yale w laboratorium dr. Josepha Galla w latach 1975–1977. Wraz z nim odkryła strukturę telomerów chromosomów. Wyniki opublikowali w artykule w 1978 roku. Pracowała na Uniwersytecie Kalifornijskim w Berkeley, a w 1990 objęła stanowisko profesora biologii i fizjologii na Uniwersytecie Kalifornijskim w San Francisco.

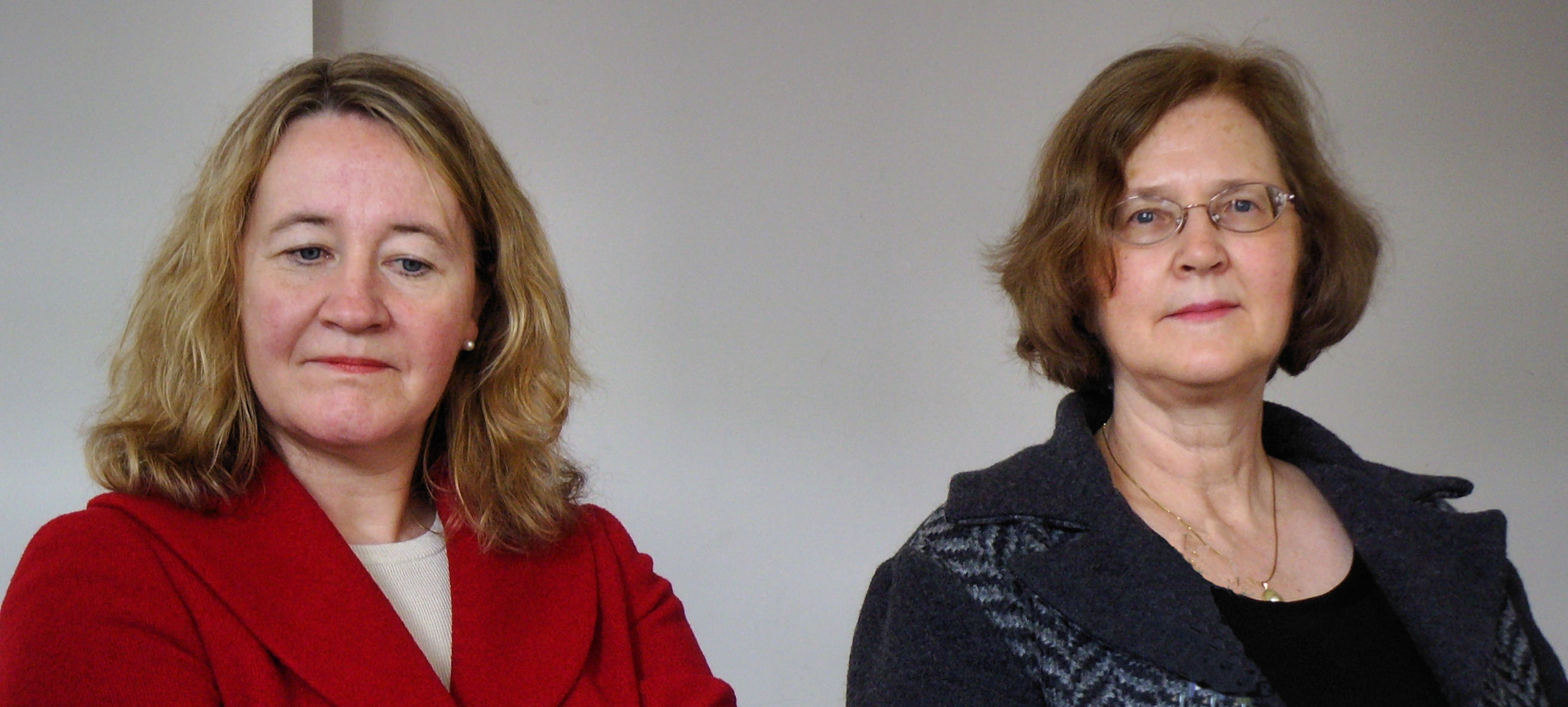
Carol Greider i Elizabeth Blackburn

W 1980 Blackburn poznała Jacka Szostaka, który również badał telomery i który był zaintrygowany jej badaniami. Oboje zaczęli badać telomery używając do tego drożdży i Tetrahymena. W 1984 Blackburn i Greider odkryły telomerazę. W następnych latach wraz ze współpracownikami badała wpływ stresu na telomerazy i telomery ze szczególnym uwzględnieniem medytacji mindfulness.

## Uhonorowanie
W 2009 otrzymała, wraz z Carol W. Greider i Jackiem Szostakiem, Nagrodę Nobla w dziedzinie fizjologii lub medycyny za „odkrycie, jak zakończenia chromosomów są chronione przez struktury zwane telomerami oraz enzym telomerazę”.
Blackburn została także wybrana członkinią Royal Society of London (1992) i zagraniczną współpracowniczką National Academy of Sciences (1993). Elizabeth Blackburn została nazwana jednym ze „100 najbardziej wpływowych ludzi” w 2007 przez Time.
Służyła w Radzie Prezydenta ds. Bioetyki od 2002 do 2004. Wspierała badania nad ludzkimi komórkami embrionalnymi, w przeciwieństwie do administracji Busha. Jej kadencje w Radzie zostały zakończone dyrektywą Białego Domu 27 lutego 2004 r. Po tej decyzji wielu naukowców wyraziło oburzenie z powodu jej usunięcia.
Została wyróżniona honorowymi stopniami przez 11 uniwersytetów. W 2008 roku została laureatką nagrody North American Laureate for L’Oreal-UNESCO For Women in Science. Była prezes Salk Institute od 2016, acz postanowiła odejść na emeryturę w 2018.

## Życie prywatne
Ma męża nazwiskiem John W. Sedat i jednego syna – Benjamina (ur. 1986).

## Odznaczenia
- Kawaler Legii Honorowej (Francja, 2025)[14]